# Luis Roel Alva
Luis Andrés Roel Alva (Lima, 3 de diciembre de 1984) es un abogado, y político peruano. Se desempeñó como congresista de la república durante el periodo parlamentario 2020-2021. Durante su mandato, fue presidente de la Subcomisión de Acusaciones Constitucionales en el periodo de junio a noviembre de 2020, ocupó la Segunda Vicepresidencia Congreso desde el 16 de noviembre del 2020 hasta el 27 de julio del 2021, e impulsó la creación de un nuevo Código Procesal Constitucional.

## Biografía
Hijo de Liliana Alva Guerrero y Luis Roel Company, nieto del político peruano Javier Alva Orlandini. Realizó sus estudios primarios y secundarios en el colegio Sagrados Corazones Recoleta desde 1997 hasta el 2002. Desde el año 2003, Luis Andrés Roel Alva, cursó la carrera de Derecho en la Pontificia Universidad Católica del Perú, obteniendo el título de abogado en noviembre de 2010. Posteriormente, en 2013, completó una maestría en Derecho Constitucional en la misma institución. En 2017, obtuvo un grado de maestría en derecho constitucional por la Universidad de Castilla-La Mancha y el 2023, alcanzó el grado de maestro en Gestión Pública por la Universidad de San Martín de Porres. 
Ejerce la docencia universitaria desde el año 2012 en diversas universidades de Lima.

## Vida política

### Congresista
Fue elegido Congresista de la República por Lima Metropolitana con  un total de 34452 votos en las elecciones extaordinarias del 2020, postulando bajo la bandera del partido político Acción Popular.
Durante su gestión fue presidente de la subcomisión de acusaciones constitucionales renunciando a ese cargo al asumir la segunda vicepresidencia del Congreso luego  de la renuncia de Manuel Merino a la presidencia de Perú el 15 de noviembre de 2020, como parte de la lista encabezada por Francisco Sagasti. Además fue miembro del Consejo Directivo, participando en la Junta de Portavoces, y miembro titular de la Comisión Permanente, así como de las comisiones de constitución y reglamento, justicia y derechos humanos y relaciones exteriores.
Fue impulsor de la creación de un nuevo Código Procesal Constitucional. que fue presentado al Pleno del Congreso de la República, exonerándose de la segunda votación. Tras una observación realizada por el entonces presidente de la República, Francisco Sagasti, se aprobó por insistencia la autógrafa observada, concluyendo el proceso con la publicación de la Ley N.° 31307, que establece el Nuevo Código Procesal Constitucional. 
Adicionalmente participó en otras iniciativas legislativas como la ley N.° 31118, Ley de Reforma Constitucional que elimina la Inmunidad Parlamentaria. y la ley N° 31344, que reconoce la labor de los canillitas y regula sus actividades en los espacios públicos.

## Reconocimientos
En el año 2024, el Colegio de Abogados de Lima le otorgó la "Medalla Cívica del Derecho".